# サハリンスカヤ電停
サハリンスカヤ電停 (サハリンスカヤでんてい、ロシア語:Сахалинская) は、ロシア沿海地方ウラジオストクにあるウラジオストク市電6系統の電停。

## 駅構造
相対式ホーム2面2線の地上駅。市電の車両は片側にしか扉がないため、折り返すためのループ線がある。なお、ループ線上は乗車する事が出来ない。
ミンヌイ・ゴロドク方面ホームには売店が併設されている。

## 駅周辺
- クラシックカー博物館（Музей автомотостарыны）
- オブヤスネニヤ川
- セドモエ・ネボ（Седьмое небо） - フィットネスクラブ

## 歴史
1960年代に開業。詳細の開業日は不明。

## 隣の駅
ウラジオストク市電
6系統
ノヴォジロヴァ電停 - サハリンスカヤ電停